# Вилла Поджо-Империале
Вилла Медичи Поджо-Империале (итал. La Villa Medicea del Poggio Imperiale) — памятник истории и архитектуры. Расположена на холме Арчетри близ Флоренции, Тоскана. Принадлежала семье Медичи и вначале имела название Вилла Поджо-Барончелли.
Здание виллы было значительно перестроено и ныне его фасады и интерьеры отражают эстетику последующих эпох: барокко и неоклассицизма. Вилла Поджо-Империале — одна из немногих вилл Медичи, открытая для публики как музей каждое воскресное утро.

## История
Название «Поджо-Барончелли» происходит от имени первых владельцев виллы — тосканской семьи Барончелли. В 1548 году вилла была продана семье Сальвиати. Великий герцог Тосканы Козимо I в 1565 году конфисковал её у Алессандро Сальвиати из-за его противодействия власти Медичи. Козимо подарил виллу своей дочери Изабелле и её мужу Паоло Джордано I Орсини. Изабеллу постигла печальная судьба: она была убита мужем в 1576 году на вилле Черрето Гуиди, и вилла Поджо-Барончелли перешла к её сыну дону Вирджинио Орсини.

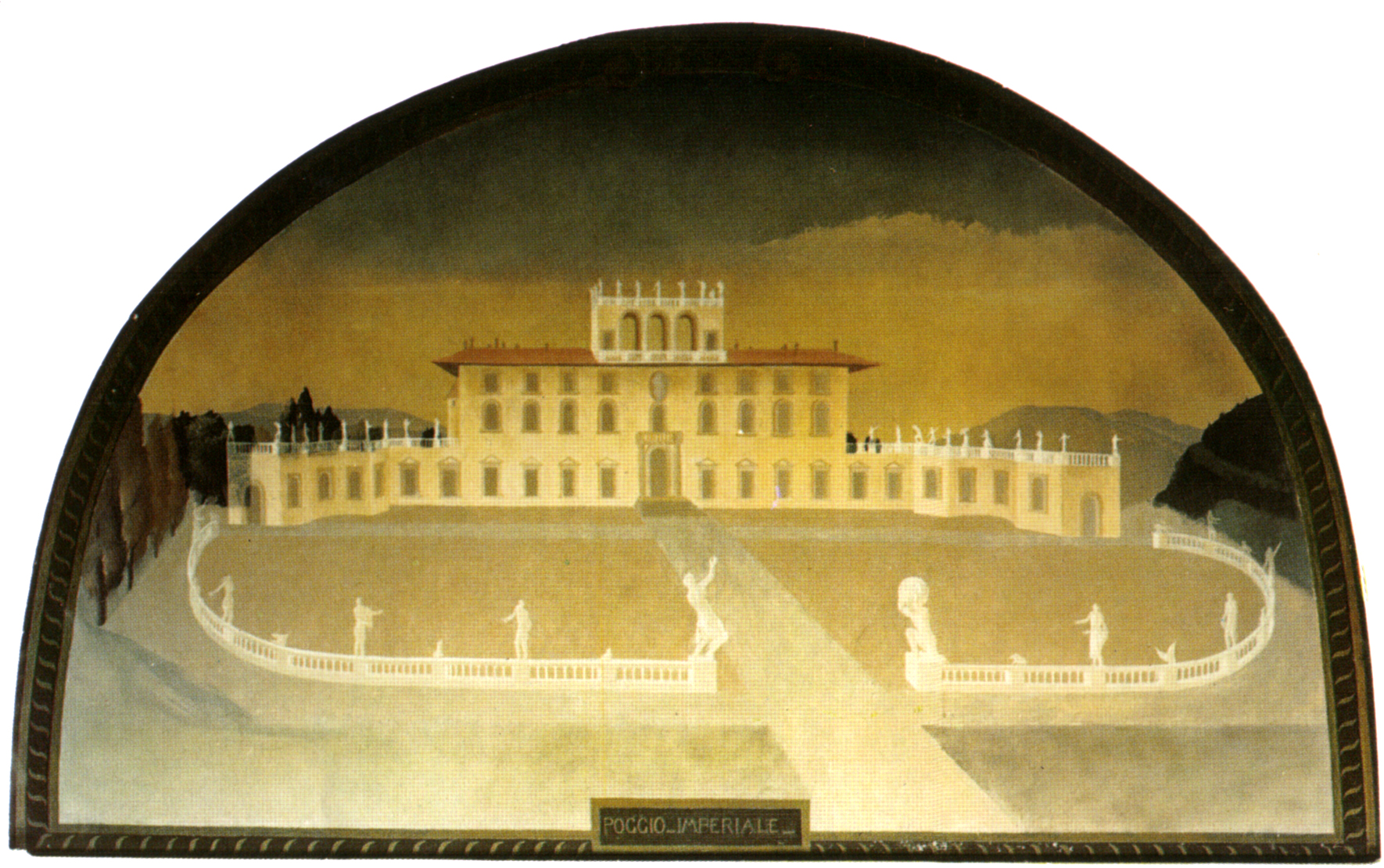
Дж. Утенс. Вилла Поджо-Империале

После смены многих владельцев в 1618 году вилла перешла к Марии Маддалене Австрийской, сестре императора Фердинанда II Габсбурга, которая в 1608 году вышла замуж за будущего великого герцога Козимо II Медичи и прибыла во Флоренцию в октябре того же года. К вилле были присоединены другие земли, и между 1622 и 1625 годами она была полностью реконструирована архитектором Джулио Париджи, который удвоил корпус виллы в восточном направлении и создал новый фасад с закрытой лоджией на верхнем этаже, а по сторонам пристроил два невысоких террасных крыла.
От боковых крыльев отходил эффектный «полуциркуль» с балюстрадой, украшенной статуями. В центре возникшей площади, на лужайке, устраивали празднества и представления на открытом воздухе. Ныне на этом месте остались только две главные статуи, которые украшают монументальный вход на двух массивных пьедесталах: «Юпитер», произведение Феличе Пальмы (ок. 1612) и «Геркулес, поддерживающий небо» работы Винченцо де Росси (1565).
Чтобы соединить виллу с городом, была проложена длинная дорога, которая существует до настоящего времени, она пересекает холм Монтичелли и достигает Порта Романа, затем Порта Сан-Пьер-Гаттолино. Дорогу окаймлял кипарисовый лес, а у нижнего входа располагались четыре больших рыбных пруда со скульптурами и геральдическими знаками, которые были сняты в 1773 году. В 1624 году вилле было присвоено название «Поджо-Империале», чтобы подчеркнуть благородное происхождение великой княгини Марии Маддалены, проживавшей на вилле долгие годы.
После дальнейших расширений и обустройства садов в 1659 году вилла была приобретена Витторией делла Ровере, супругой Фердинандо II Медичи, которая в период с 1681 по 1683 год провела некоторые работы по благоустройству под руководством архитектора Джачинто Марии Марми. Обустройство и расширение виллы продолжалось при великом герцоге Пьетро Леопольдо архитектором Гаспаре Мария Паолетти.
2 апреля 1770 года молодой Вольфганг Амадей Моцарт дал единственный во Флоренции концерт на вилле со скрипачом Пьетро Нардини, о чём свидетельствует мемориальная доска на входном портике. Моцарт играл на клавесине в маленькой комнате рядом с Бальным залом (теперь она называется «Комната Моцарта»).

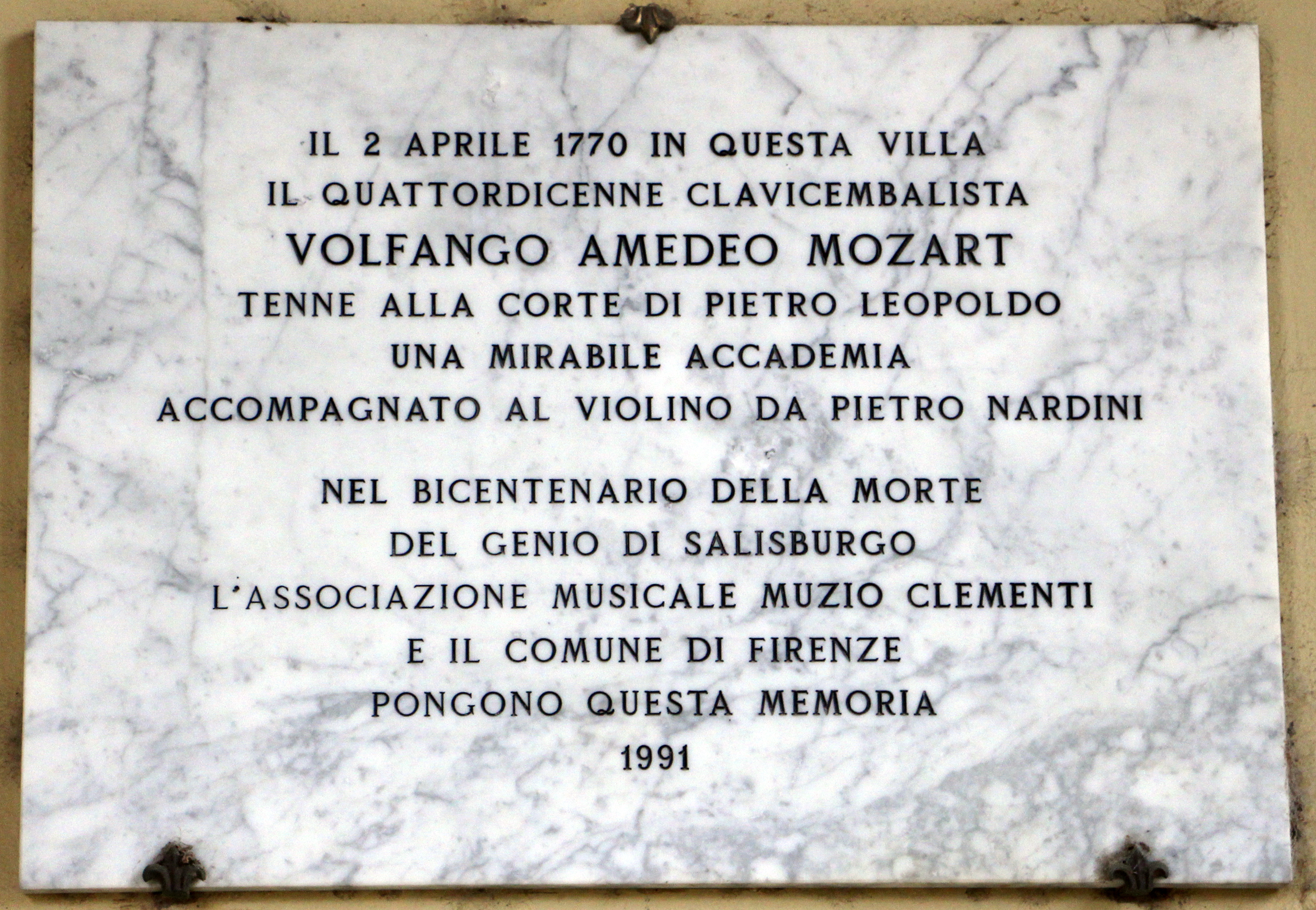
Памятная доска о концерте Моцарта 2 апреля 1770 года

В 1807 году Элиза Бачокки Бонапарт заказала новую пристройку к вилле, выполненную Джузеппе Качиалли, а проект нового фасада, по словам архитектора Паскуале Поччианти, восходит ко временам Марии Луизы Бурбонской. Эти работы, которые придали вилле её нынешний неоклассический вид, они были завершены в период Реставрации при великом герцоге Тосканы Фердинанде III (около 1820 года).
С переносом столицы Италии из Флоренции в Рим и работами по реорганизации города вилла оказалась на территории Виали дей Колли. С 1865 года она стала школой-интернатом для девочек Института Сантиссима-Аннунциата (переведённой из бывшего монастыря Сантиссима Кончеционе на Виа делла Скала). Ныне школа также располагается на вилле, она стала средним институтом первого и второго уровня и открыта для учащихся обоих полов. Внутри также есть небольшой музей с научными коллекциями того времени.

## Архитектура
Композиция виллы симмтерична. Центральный портик увенчан лоджией с пятью позднее застеклёнными арками и тимпаном с часами; нижний ярус с лоджией и открытыми арками оформлен рустом.
При реконструкции XVIII века с участием архитектора Гаспаре Мария Паолетти многие капеллы были утрачены, по этой причине в левом крыле была построена новая капелла, названная «Сантиссима-Аннунциата» (Святейшего Благовествования): разделённая на три нефа и с полукруглой трибуной, она сохранила оформление восемнадцатого века скульптурами Франческо Каррадори в нишах (аллегории добродетелей), лепными фризами Бертеля Торвальдсена с изображением библейских эпизодов на стенах и на потолке.
Единственная сохранившаяся древняя часть виллы Поджо-Барончелли — это квадратный двор, который открывается сразу после входа и является первоначальным ядром старой виллы. Вокруг арочных проемов, закрытых окнами, тянутся четыре коридора, украшенные старинными бюстами, вставленными в рамы XVIII века. Эту значительную коллекцию скульптур привезла во Флоренцию Виттория делла Ровере, последняя наследница герцогов Урбино.

## Интерьеры виллы и произведения искусства
Помещения виллы были декорированы Маттео Росселли и его помощниками сценами, изображающими императоров австрийского дома среди библейских персонажей (1619—1623). На первом этаже выделяется комната великих князей, расписанная Маттео Росселли в люнетах и сводах и дополненная гротесками и другими изображениями в последующие века. Семь люнетов в капелле виллы на тему «История Марии Магдалины» написал Франческо Курради. Далее следуют несколько помещений в неоклассическом стиле и апартаменты Пьетро Леопольдо с фресками, в частности, Трабалласси. Большой зал трапезной с фресками Франческо Коралло был заказан Витторией Колонна в качестве Зала аудиенций, он был построен между 1681 и 1682 годами.
На первом этаже самым важным помещением является впечатляющий Праздничный зал, построенный между 1776 и 1783 годами и украшенный преимущественно белой лепниной.
Рядом расположены четыре комнаты, украшенные около 1775 года расписанными китайскими мастерами на бумажных рулонах в кантонских мастерских, специализировавшихся на производстве продукции на экспорт, благодаря моде на шинуазри в Европе. В изысканных картинах представлен идеализированный и сказочный мир с цветами, экзотическими птицами, бытовыми сценками. Пятая комната была покрыта 88 небольшими картинами (около 20x30 см каждая) с повседневными сценами китайской жизни, они находились на вилле по крайней мере с 1784 года и впоследствии были удалены; в наше время около двадцати из них экспонируются в позолоченных рамах; ведётся их реставрация с целью перестановки по первоначальному плану.
Из овального вестибюля, в котором находится картина Антонио Чизери «Благовещение» и рельеф «Поклонение пастухов» тосканской мастерской, можнопопасть в анфиладу комнат, оформленных в неоклассическом стиле. Большой зал из трёх нефов с колоннами из искусственного мрамора (скальоло) украшен потолочной росписью с изображением Вознесения Мадонны работы Франческо Ненчи (1823). Вдоль стен проходит сплошной лепной фриз из мастерской Качиалли с библейскими сценами. В шести нишах стен расположены аллегорические статуи Веры (Фердинандо Фонтана), Милосердия (копия Луиджи Маджи с оригинала Лоренцо Бартолини, перевезённая в Палатинскую галерею в 1853 году), Смирения (Франческо Каррадори), Стойкости и Чистоты (Стефано Риччи), Надежды (Джованни Гуеррини).
Среди наиболее ценных произведений искусства в капелле виллы — рельеф Бертеля Торвальдсена, изображающий Апостолов и Христа, передающего ключи Святому Петру.

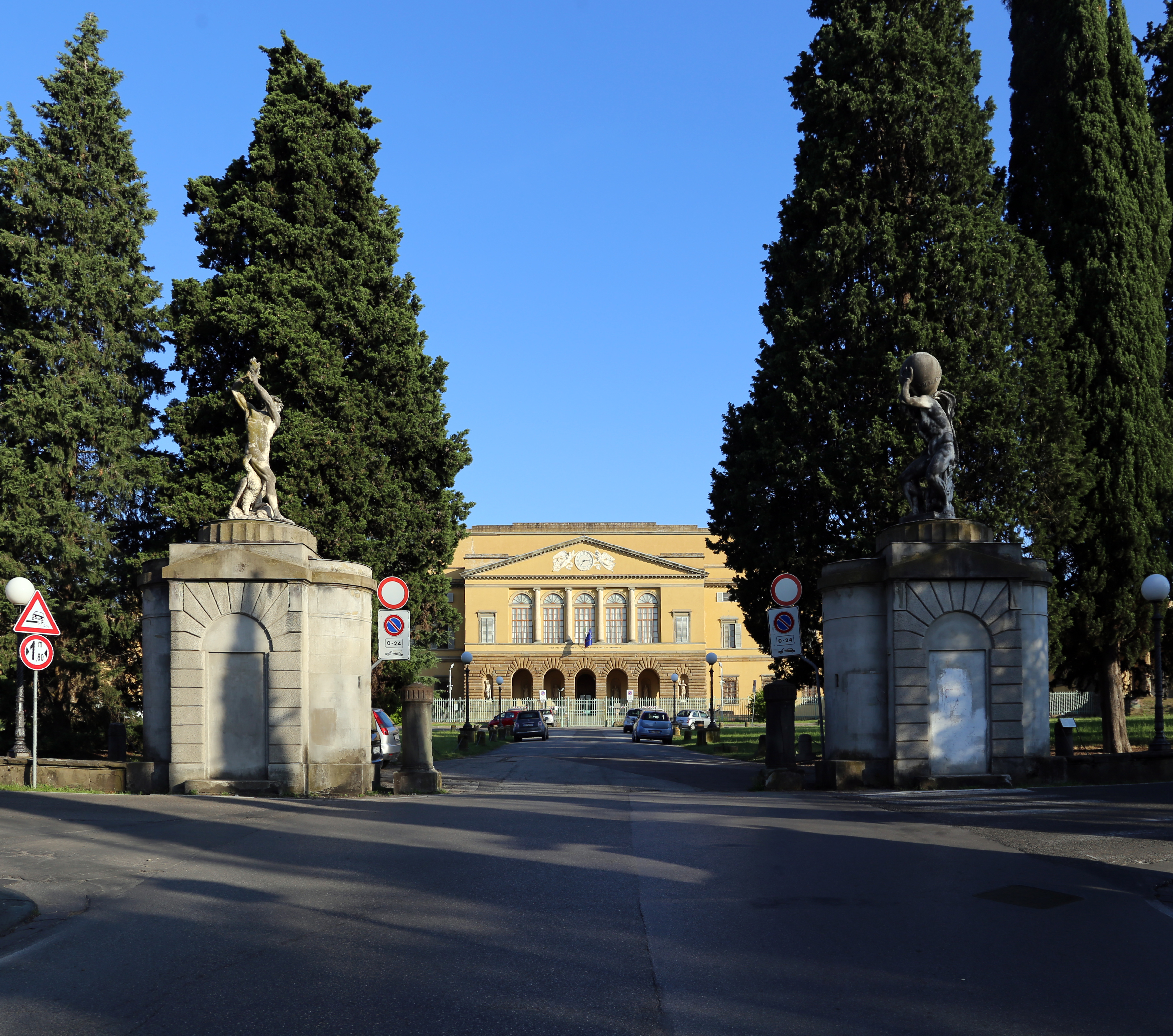
Главный вход
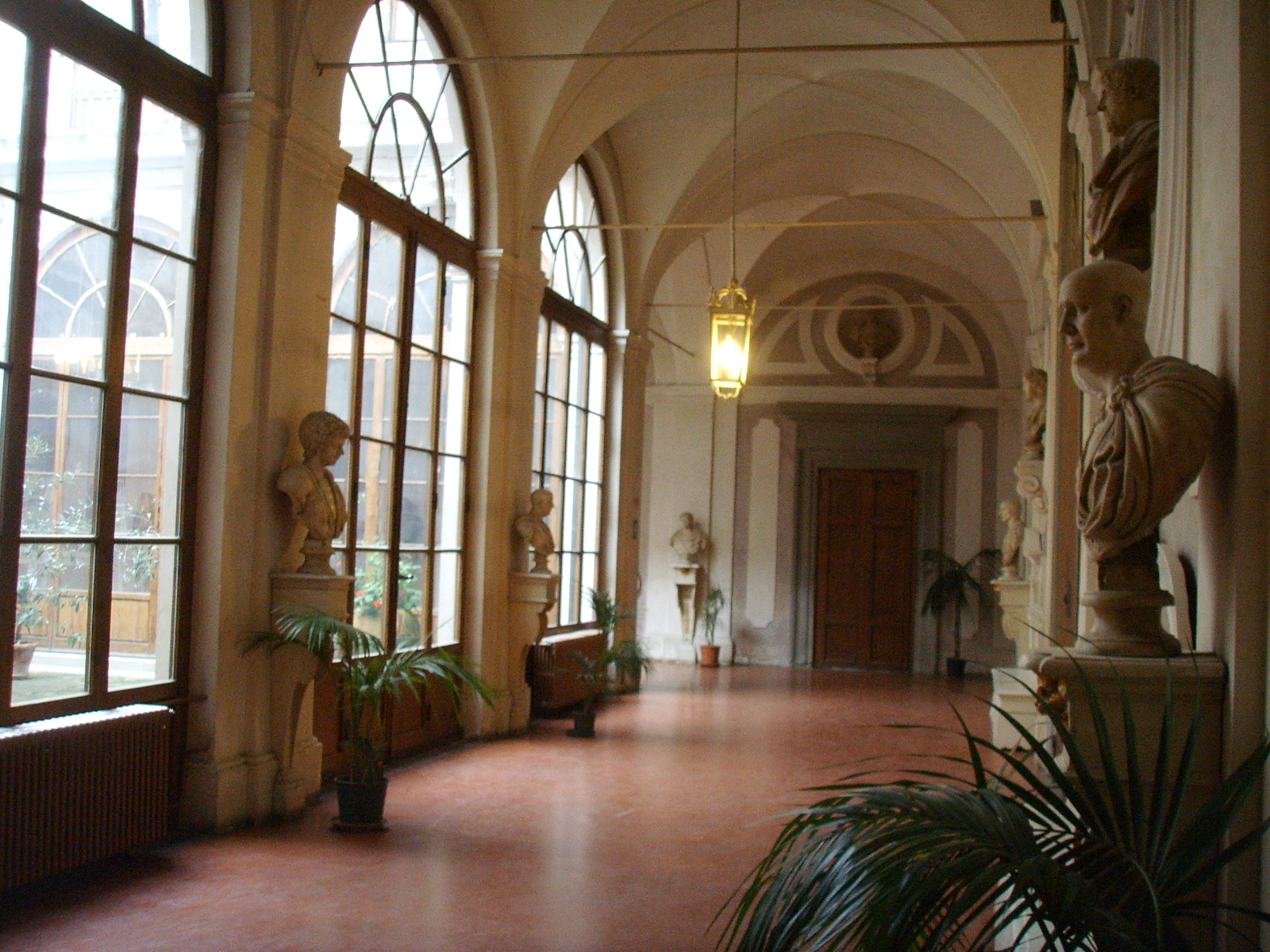
Обходная галерея первого двора
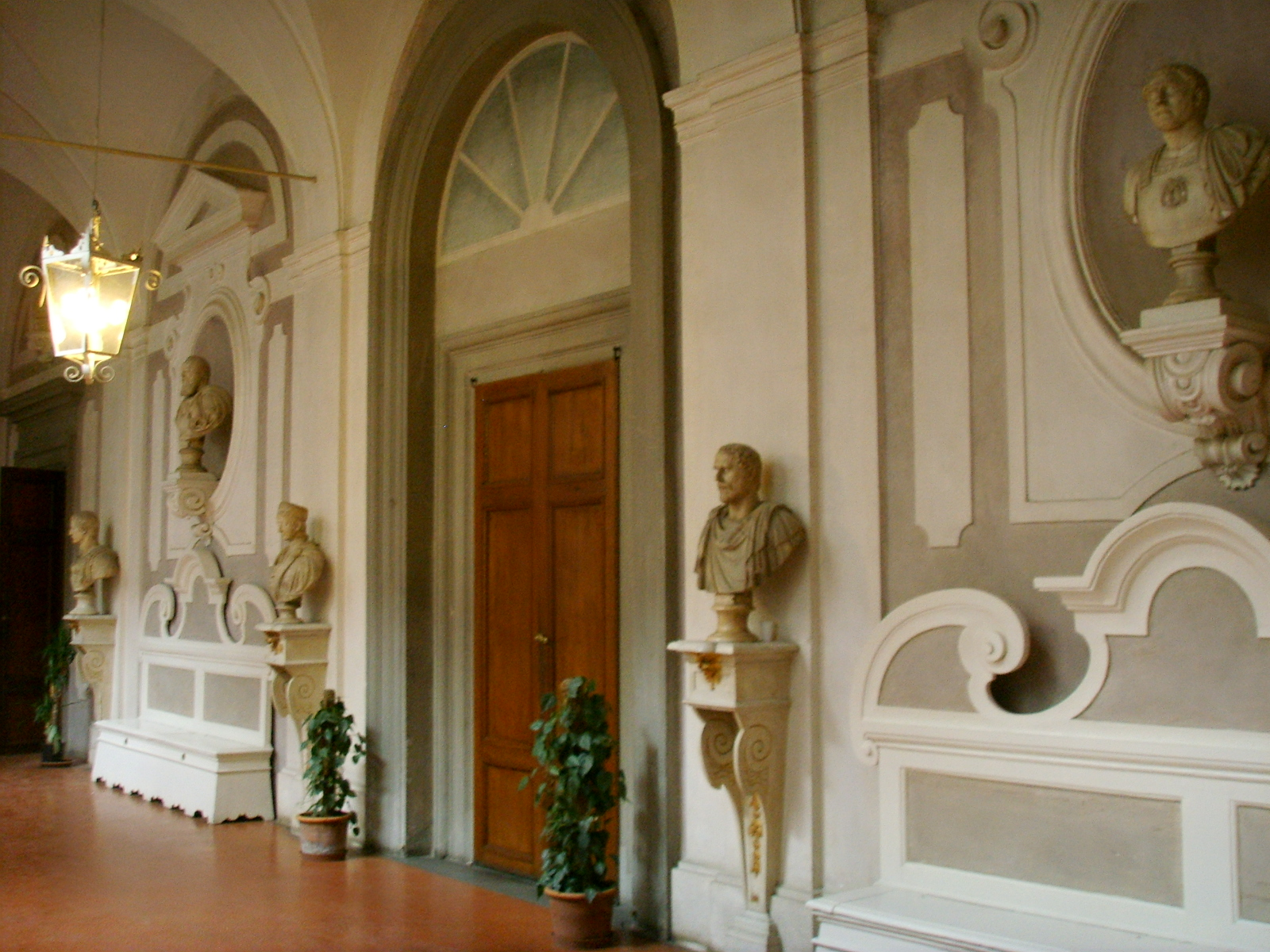
Часть галереи
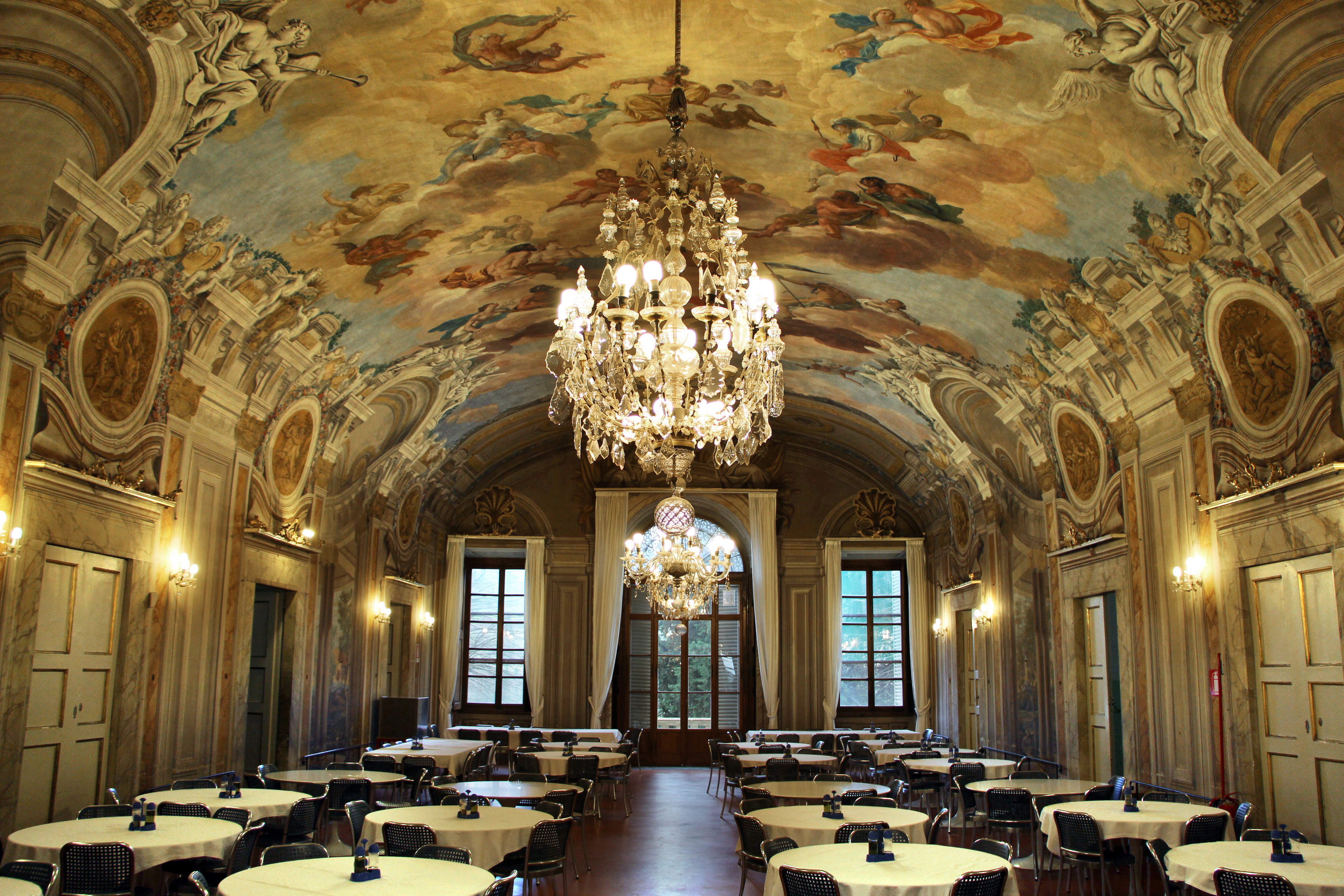
Апартаменты Виттории делла Ровере. 1681—1682
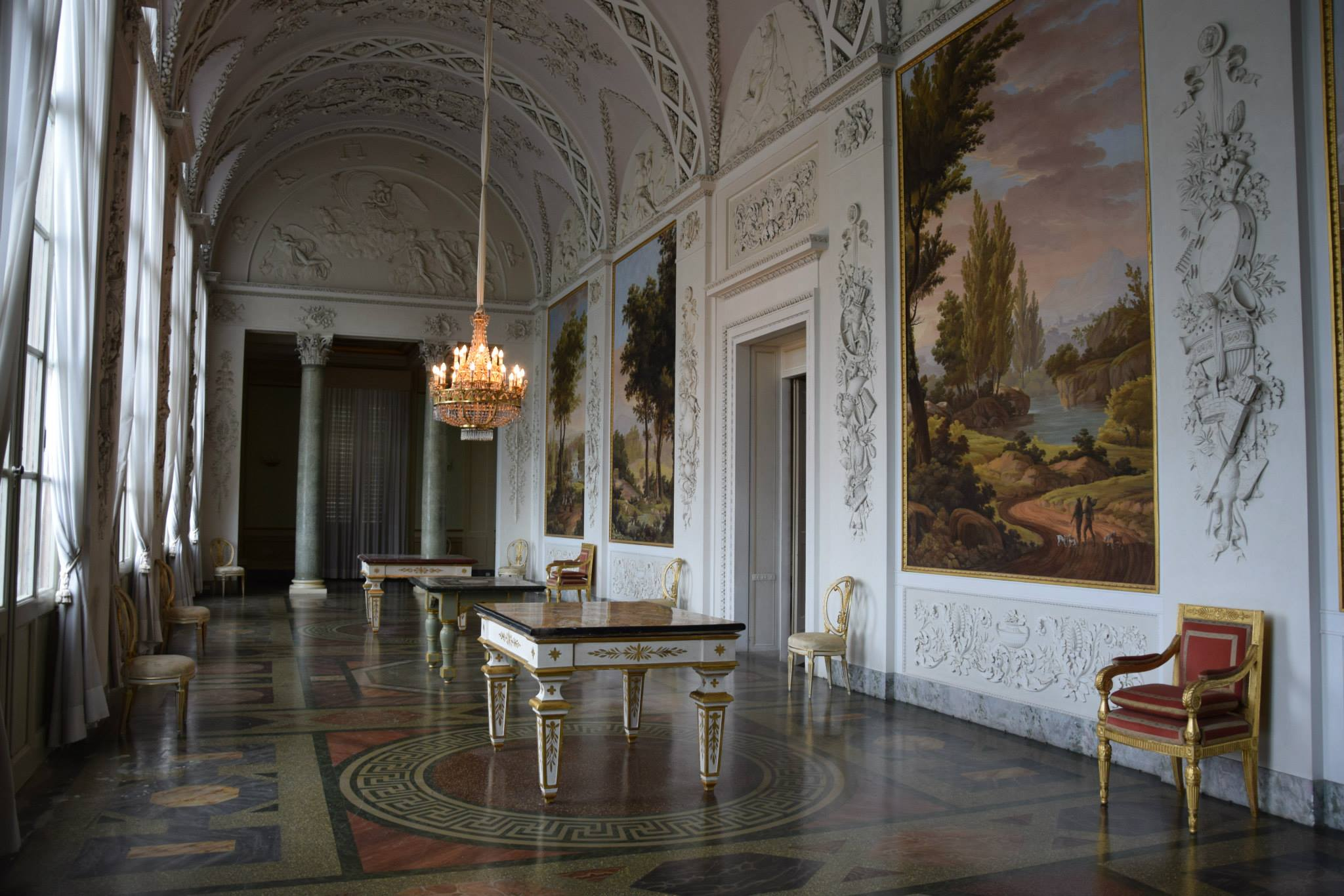
Перистиль в стиле ампир. 1807
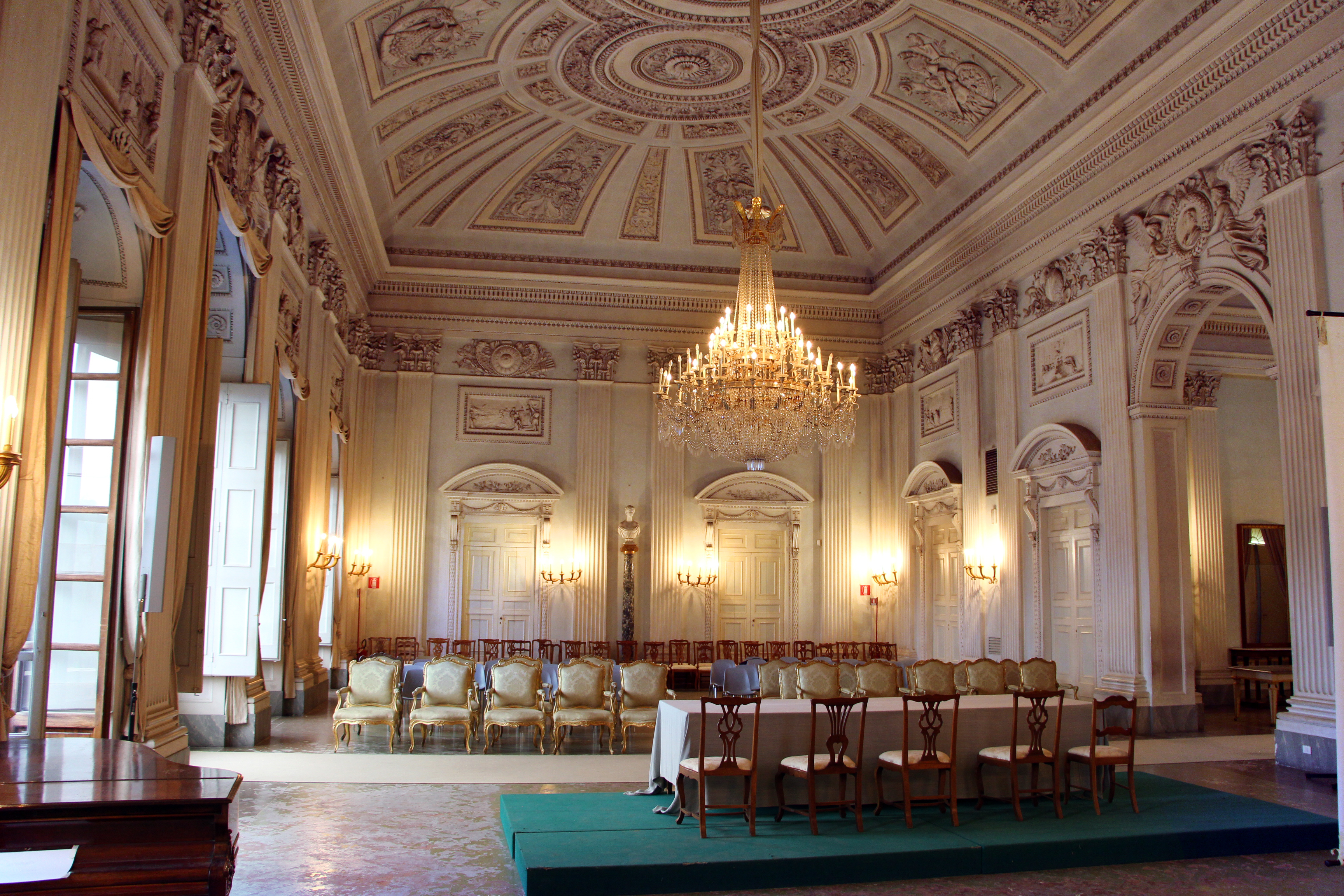
Бальный, или Белый, зал
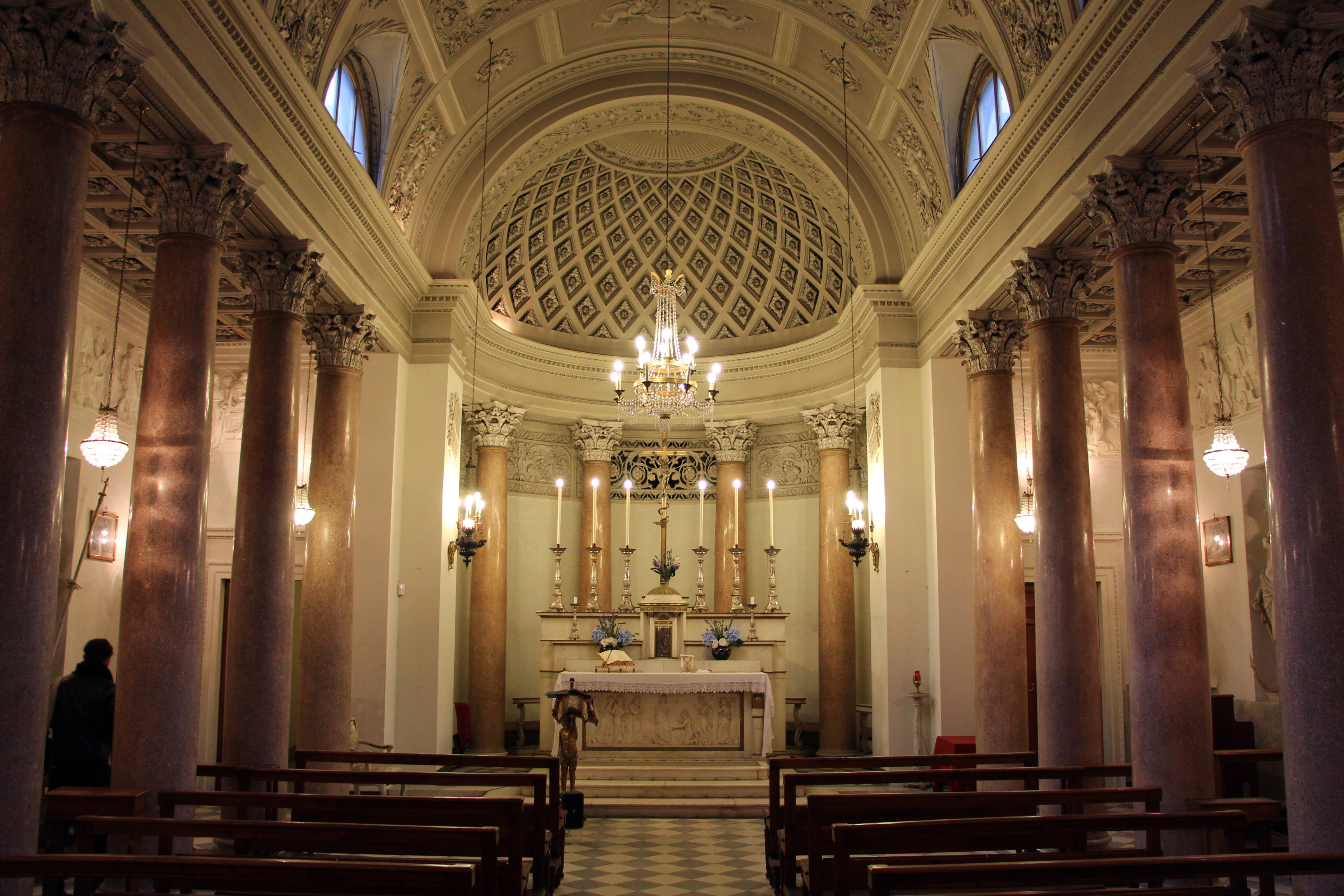
Капелла Сантиссима-Аннунциата
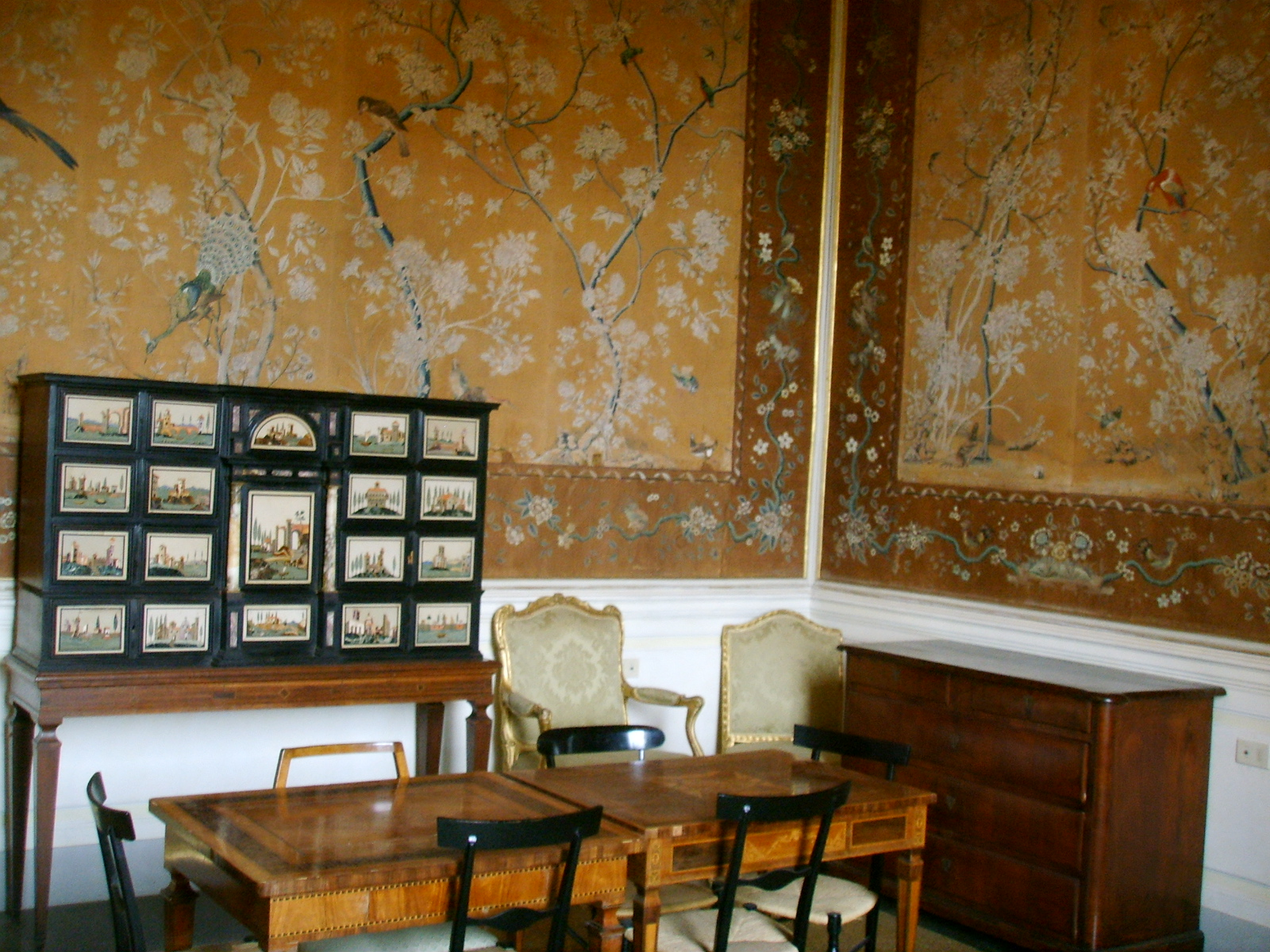
Китайская комната
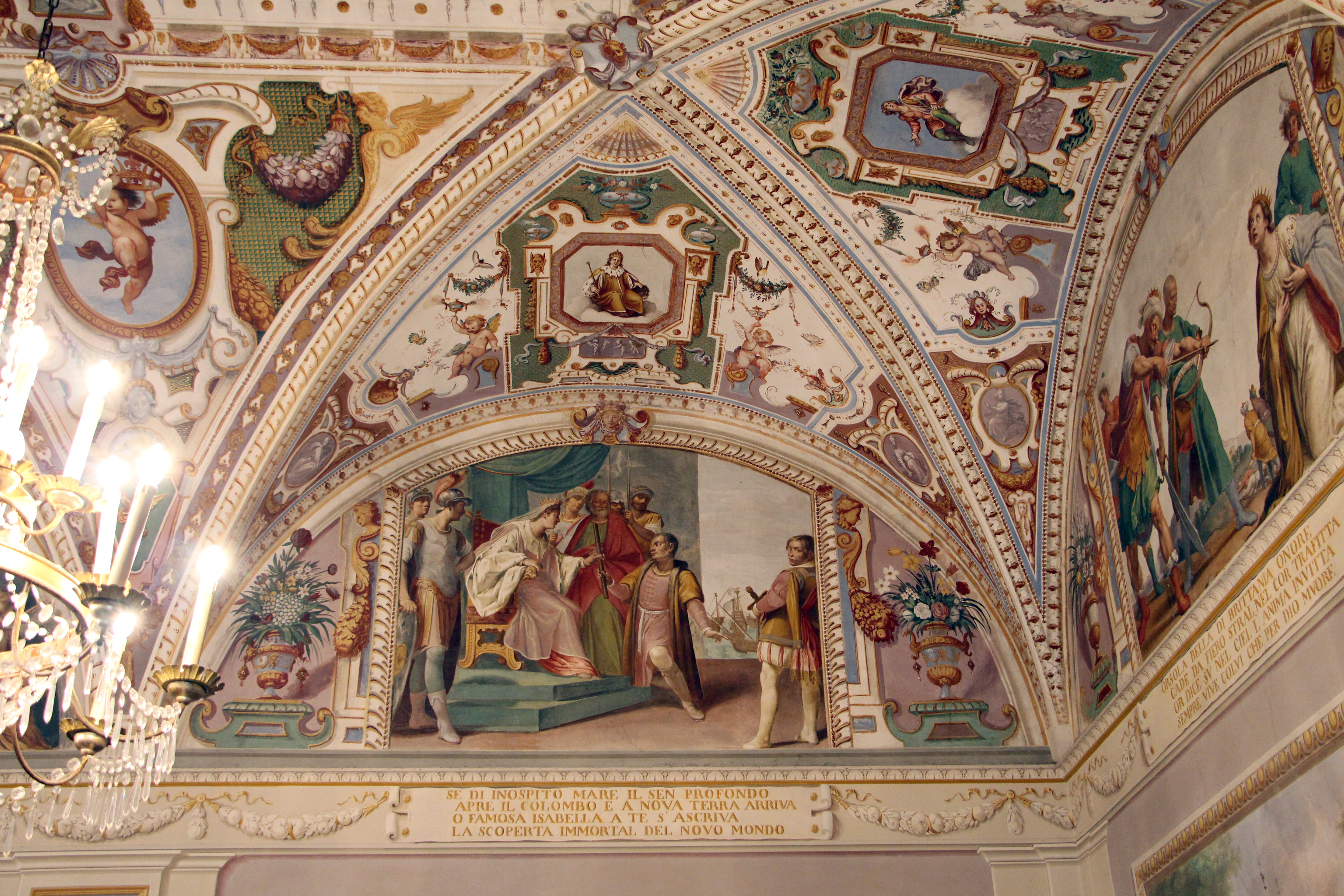
Зал аудиенций. Фрески Маттео Росселли. 1618